# Ciryl Gane

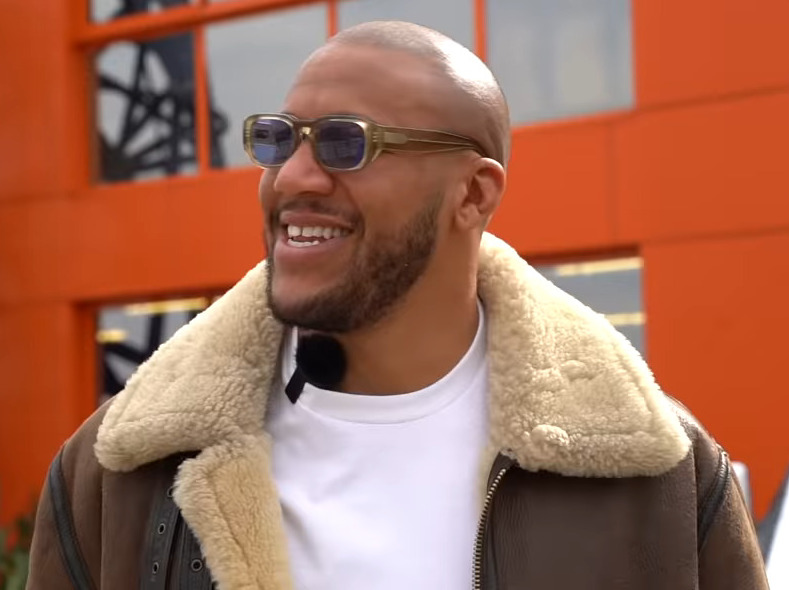
Ciryl Gane (2022)

Ciryl Romain Gane (* 12. April 1990) ist ein französischer professioneller Mixed-Martial-Artist und ehemaliger Muay Thai-Kämpfer. Er kämpft derzeit in der Schwergewichtsdivision der Ultimate Fighting Championship (UFC), wo er ehemaliger Interims-UFC-Schwergewichtsmeister ist. Gane ist seit 2014 Profikämpfer und hat früher für TKO Major League MMA gekämpft, wo er Schwergewichts-Champion war.

## Filmografie
- 2025: Criminal Squad 2 (Den of Thieves 2: Pantera)
- 2025: K.O.